# Полииодиды меди(II)
Полииодиды меди(II) — неорганические соединения, соли металла меди и полииодистоводородной кислоты с формулой CuIn.

## Получение
- Иодид меди(II) до настоящего времени не получен. При обработке растворов солей меди(II) растворами иодидов щелочных металлов выделяется иод:

{\displaystyle {\mathsf {2CuSO_{4}+4KI\ {\xrightarrow {}}\ 2CuI+2K_{2}SO_{4}+I_{2}}}}
- Реакция раствора медного купороса с твёрдым иодидом калия выделяется зелёный тетраиодид меди:

{\displaystyle {\mathsf {3CuSO_{4}+6KI\ {\xrightarrow {}}\ CuI_{4}+2CuI+3K_{2}SO_{4}}}}
- При нагревании тетраиодида меди с иодом образуется гексаиодид меди:

{\displaystyle {\mathsf {CuI_{4}+I_{2}\ {\xrightarrow {80^{o}C}}\ CuI_{6}}}}

## Химические свойства
- Гексаиодид меди с иодидом меди(I) образует неустойчивый иодид меди(II):

{\displaystyle {\mathsf {CuI_{6}+4CuI\ \rightleftarrows 5CuI_{2}}}}
- С аммиаком образует комплексные соединения [Cu(NH3)4]I2, [Cu(NH3)4]I4, [Cu(NH3)4]I6.

- Известна соль K2[CuI4].